# Me Esqueça
"Me esqueça" é o título de uma canção gravada e lançada por Guilherme & Santiago em 1998 no álbum "Guilherme & Santiago - Vol. 3", lançado um ano depois. A canção é uma versão da música "Forever", composta originalmente pelo guitarrista Huwey Lucas, e gravada por Summerfield Park. e  A letra em português foi escrita pelos compositores Piska e César Augusto. "Me esqueça" foi incluída na trilha sonora da novela "Estrela de Fogo" da Rede Record em 1998 e fez muito sucesso. Foi gravada novamente por Guilherme & Santiago no álbum "É Pra Sempre Te Amar - Ao Vivo", em um medley, e também foi regravada pelos cantores Eduardo Costa e Soraia Bauer.